# Pretzel Logic
Pretzel Logic  (deutsch: „verdrehte Logik“) ist das im Jahr 1974 veröffentlichte dritte Studioalbum der US-amerikanischen Band Steely Dan.

## Allgemeines
Das Album war ein kommerzieller Erfolg. Die Hit-Single Rikki Don’t Lose That Number brachte der Gruppe die Radio-Präsenz, nachdem das Vorgänger-Album Countdown to Ecstasy weniger erfolgreich war.
Donald Fagen sang sämtliche Titel des Albums. Die beim vorherigen Album noch klarer verteilten Rollen der Musiker begannen sich aufzulösen. Dieser Prozess setzte sich bei den Folgealben fort, bis Steely Dan neben Becker und Fagen nur noch aus wechselnden Studiomusikern bestand.

## Titelliste
Alle Titel wurden von Walter Becker und Donald Fagen geschrieben, wenn dies nicht anders vermerkt ist.
Seite 1
1. Rikki Don’t Lose That Number – 4:30
2. Night by Night – 3:36
3. Any Major Dude Will Tell You – 3:05
4. Barrytown – 3:17
5. East St. Louis Toodle-Oo (Duke Ellington, Bubber Miley) – 2:45

Seite 2
1. Parker’s Band – 2:36
2. Through with Buzz – 1:30
3. Pretzel Logic – 4:28
4. With a Gun – 2:15
5. Charlie Freak – 2:41
6. Monkey in Your Soul – 2:31